# Cañada de Luque
Cañada de Luque är en ort i Argentina.   Den ligger i provinsen Córdoba, i den centrala delen av landet, 700 km nordväst om huvudstaden Buenos Aires. Cañada de Luque ligger 239 meter över havet och antalet invånare är 1 054.
Terrängen runt Cañada de Luque är platt, och sluttar brant österut. Runt Cañada de Luque är det mycket glesbefolkat, med 6 invånare per kvadratkilometer.. Närmaste större samhälle är Villa del Totoral, 9,3 km söder om Cañada de Luque.
Trakten runt Cañada de Luque består till största delen av jordbruksmark.